# Belonophora coriacea
Belonophora coriacea là một loài thực vật có hoa trong họ Thiến thảo. Loài này được Hoyle mô tả khoa học đầu tiên năm 1935.